# Ракитовка (приток Тартаса)
Ракитовка — река в Новосибирской области России. Устье реки находится в 408 км по левому берегу реки Тартас. Длина реки составляет 21 км.

## Данные водного реестра
По данным государственного водного реестра России относится к Иртышскому бассейновому округу, водохозяйственный участок реки — Омь, речной подбассейн реки — Омь. Речной бассейн реки — Иртыш.